# Euphyllodromia rondonensis
Euphyllodromia rondonensis es una especie de cucaracha del género Euphyllodromia, familia Ectobiidae.

## Distribución
Esta especie se encuentra en Brasil.